# 中国—以色列关系
中国—以色列关系（羅馬化：Yaḥase Yiśra’el-Sin），是指歷史上的中國和以色列，以及指中华人民共和国和以色列国之間的雙邊關係。
1950年，以色列成為中东地区第一个承认中华人民共和国的国家，然而由于1949年第一次中东战争后苏联的反犹太复国主义立场，中华人民共和国不承认以色列，两国直至冷戰結束后的1992年1月，方才正式确立正常外交关系。自那时起，中以两国就发展了亲密的经济、军事和战略合作关系。值得一提的是，中國是世上少數能夠同時與以色列、伊朗、巴勒斯坦以及整個穆斯林世界維持友好關係的國家。

## 歷史

### 古代
早在金大定三年（1163年），来自中亚地区的犹太民族就定居于开封，形成了最早的中国犹太人社群，并逐渐融于当地人之中。

### 近代
近代的犹太商人和因俄国政治迫害的犹太难民又形成了新的社群，主要定居于上海和哈尔滨，并向天津、大连、青岛辐射。此时的著名实业家包括上海的沙逊家族和嘉道理家族以及地产巨头哈同。

#### 中华民国方面
在德国纳粹党执政实施排犹政策后，大批欧洲犹太人进入了不设防的上海公共租界避难，形成了隔都。1939年，国民政府曾计划在云南腾冲建立犹太人寄居区，但后因种种原因放弃。
二战结束后，联合国大会于1948年通过了联合国巴勒斯坦分割方案（181号决议），當時作為聯合國安全理事會常任理事國的中華民國对该决议投下了弃权票。1948年5月14日，以色列国宣告成立，当时的中国舆论界普遍表示欢迎。
1949年3月1日，中華民國外交部宣布承认以色列国，但以色列采取礼貌避让态度。

#### 中共及中华人民共和国方面
由于与苏联的关系始终处于中国共产党对外关系事务中的主导地位，使中共的对外政策深受苏联的影响，因此自1947年冷战开始以来，中共及中华人民共和国和以色列之间的关系从根本上受苏联和以色列两国关系变化的影响。由于以色列在建国之初曾受到苏联的支持，中共因而对以色列建国表示欢迎；而1949年第一次中东战争后，苏以两国关系全面恶化并在之后断绝外交关系，中华人民共和国因此拒绝承认以色列，并同苏联一道支持阿拉伯国家对抗以色列，直到1991年苏联与以色列恢复外交关系后，中国才于1992年同以色列建立外交关系。
为迫使英国势力退出中东，1948年5月17日，即以色列宣布独立三天后，苏联正式宣布承认以色列，中国共产党因此对以色列建国表示欢迎。5月27日，中共华北解放区的《冀中导报》指出：“定名为‘以色列’的新犹太国家，于14日宣告成立。两千年来没有祖国而到处流浪受着侮辱与屠杀的犹太人民，他们要求建立犹太国家的愿望，开始实现了。”1948年5月28日，作为中国共产党最重要的传媒机构之一的《人民日报》在第四版中第一次出现以“以色列”为题目的报道：《犹太人结束二千年流浪生活　近东成立以色列国　苏波南捷美诸国均正式承认》。这篇报道不仅提到现代以色列是“两千年来第一个犹太国”，更直言以色列的建国使得英帝国主义以“所谓‘联合国托管’主宰巴勒斯坦的阴谋遭受挫败”。由于苏联在第一次中东战争中支持以色列对抗英国扶植的七个阿拉伯国家，亦出于反对泛伊斯兰主义的需要，中共紧跟苏联的口径，声称阿拉伯人在英帝国主义的支持下“大举入侵”，犹太人正在进行“坚决正义的抵抗”。
1948年，以色列共产党在其党代会召开前夕向全世界的共产党发出了邀请函。当时中国共产党正苦于第二次国共内战，因此并未派出代表团。
自第一次中东战争结束、英军撤出中东后，以色列当局放弃在美苏之间保持中立的立场，全面倒向西方阵营，并开始通过渗透颠覆活动煽动苏联国内的犹太人叛逃， 以色列驻莫斯科特使梅厄（Golda Meir）甚至公开要求苏联方面将其境内的犹太裔公民全部无条件移交给以方。苏联对以色列的态度由此从支持转变为反对犹太复国主义，并于1953年同以色列正式断交。中共方面亦因此而转变为不承认以色列的立场，称之为犹太复国主义非法政权，导致对以关系的中断和恶化。从1949年至1992年，中共及中华人民共和国一直执行延续自苏联的反以政策。
1950年1月9日，以色列正式承认新建立的中华人民共和国，成为中东地区第一个承认中华人民共和国的国家。中华人民共和国政府对此不予理会。
1950年6月朝鲜战争爆发，10月中国人民志愿军出兵援朝抗美。翌年2月，联大通过了决议指責中华人民共和国为“侵略者”。慑于中美在朝鲜激烈交战的严峻形势，以色列政府指示其驻外机构“不要对抗联合国多数国家”，中以外交官的接触交往遂转向“冷却”。
1955年4月，第一届亚非会议（万隆会议）在万隆召开，埃及、叙利亚等9个阿拉伯国家应邀与会，而同阿拉伯国家敌对的以色列则被拒之门外。会议于4月24日通过的最后公报中宣布“支持巴勒斯坦阿拉伯人的权利”。亚非会议刚闭幕，以政府照会中国外交部，表示“准备同中国建立外交关系”，被中国方面拒绝，但中国不否定犹太民族的平等权利。
在1956年9月，中共八大召开时，以色列共产党代表团在梅尔·维尔纳的率领下作为嘉宾前往北京。万隆会议后，中以两国的来往直至1980年代几乎不存在。中国秉持延续自苏联的立场，不承认以色列的国家地位，支持以埃及为首的阿拉伯国家反对1948年联合国巴勒斯坦分割方案建立以色列国，支持巴勒斯坦解放组织。因此在1980年代前，中国不会给以色列人发放签证，除非多重国籍者出示别国护照；同时禁止一切同以色列的直接贸易，甚至禁止或公开拒绝邮政及电讯往来。
1956年10月，英法联合以色列與埃及爆發蘇伊士運河戰爭。中国支持埃及纳赛尔政府。从此中国对阿以冲突的态度和对以色列的看法开始发生变化，中国与以色列关系进入了长达20多年的冰封状态。
1973年5月，中华人民共和国和希腊王国建交后，首任驻希腊特命全权大使周伯萍由于一系列误解，意外闯入了以色列驻希腊外交代表处，引发雅典事件。
1976年，以色列發動恩德培行動，軍事介入乌干达的恩德培国际机场；中華人民共和國在联合国安全理事会谴责以色列的行動，称犹太复国主义公然侵略他國，暴露了其與非洲人民为敌的意圖:264–265。

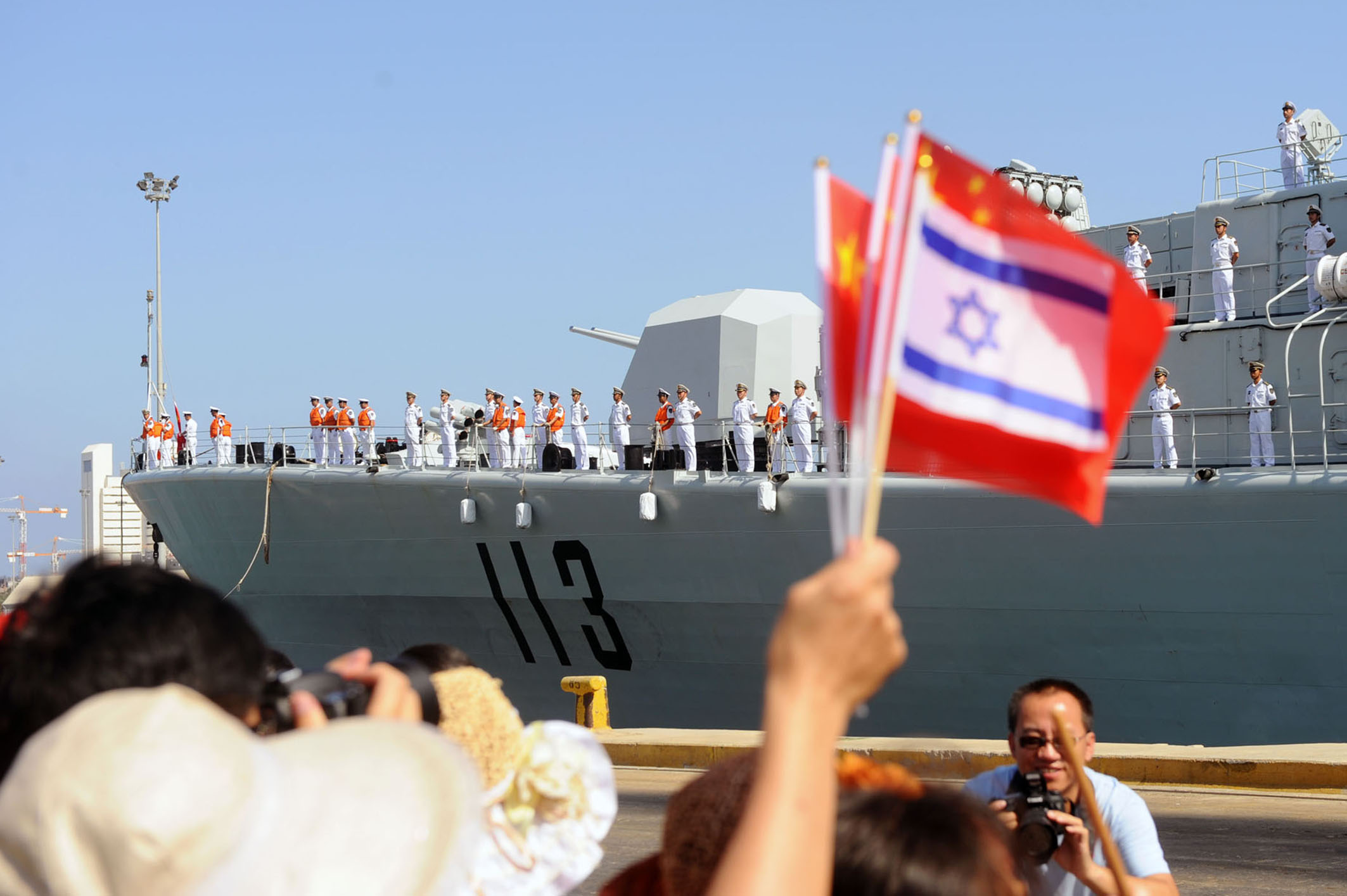
访问以色列的中国海军军舰

### 改革開放後
在1979年中華人民共和国實行改革开放之后，随着埃以关系的逐步缓和，中国对以色列的冰封关系也开始了松动。
1985年，以色列内阁专门召开会议研究对华政策。以色列外交部随即拨款重开关闭了10年之久的驻香港总领事馆，第一位總領事由麥宇仁出任，以香港作為對華觀測及會晤中方要員的據點。以政府的目标是：利用各种途径与中国方面接触，打破以中关系僵局，争取尽快与中華人民共和国建立外交关系。这一方针得到了当时以政坛两大政党利库德集团和以色列工党的一致认同。
1991年10月18日，苏联恢复了同以色列的外交关系，间接推动了中国方面加快建立对以关系的进程。中华人民共和国外交部副部长杨福昌1991年12月的特拉维夫之行和以色列副总理兼外交部长大衛·利維1992年1月的北京之行最终完成了两国关系正常化的外交程序。1992年1月24日，中以两国外长正式签署建交公报，宣布建立大使级外交关系。
2000年4月，时任中共中央总书记、国家主席江泽民访问以色列，成为首位访问以色列的中国最高领导人。
2001年12月18日，中國向以色列所訂購的費爾康預警機受美國壓力下，契約被以色列撕毀，造成中以關係冰冷。時任以色列總理夏隆後來寫信向時任中華人民共和國領導人江澤民道歉，將1.9億美元的前期訂金退還，並額外賠償1.6億美元。
2010年10月，内塔尼亚胡取消了原定的中国之行，转而选择访问美国。此次取消引起了中国政府的愤怒。2013年，内塔尼亚胡首次访华。他決定加強与中国的经济合作，扩大以色列和中国之间的经济聯繫。
2021年11月18日，中共中央总书记兼中国国家主席习近平与以色列总统赫尔佐格通电话，交流关于2022年中以建交30周年系列庆祝的前期准备内容等。

## 經貿關係
1992年中以兩國成立經貿聯委會，至今已舉行5次會議。2005年11月，以色列正式承認中國完全市場經濟地位。2014年，中以成立創新合作聯委會，至今已舉行5次會議。
2022年，中以雙邊貿易額255億美元，同比增長11.6%，其中中國出口額165億美元，同比增長7.9%，進口額90億美元，同比增長19%。
2023年，中國成為以色列第二大貿易夥伴。

## 兩國分歧
中華人民共和國和以色列雖然保持友好關係，但兩國在以巴問題上一直存在分歧。中華人民共和國与美国均主張以色列國和巴勒斯坦國各自建立獨立的國家（兩國方案），並要求以色列依据1967年邊界，歸還約旦河西岸和加沙地帶給巴勒斯坦國建國。

## 外部連結
- 中華人民共和國駐以色列國大使館官方網站（简体中文）（英文）
  - 中華人民共和國駐以色列國大使館經濟商務處官方網站（简体中文）
- 以色列駐華大使館官方網站（简体中文）（英文）（希伯来文）